# Джаяшакті
Джаяшакті (гінді जयशक्ति; 2-а пол. IX ст.) — 3-й володар Даджхауті (Джеджа-Бхукті) з 865 року. Віджомий також як Джеджа.

## Життєпис
Походив з раджпутського клану Чандела. Старший син Вакпаті, якому спадкував 865 року. В усіх написах згадується разом з молодшим братом Віджаяшакті, який можливо був співправителем. Значна частина інформації про Джаяшакті та Віджаяшакті в записах Чандела носить панегеричний характер і не має історичної цінності. Ці записи стверджують, що вони знищили своїх ворогів, але не називають жодного з переможених правителів.
Разом зтим є доконаним фактом, що регіон, яким володіли Чандела саме вчаси панування Джаяшакті став називатися Джеджа-Бхукті на честь його другого імені (прізвисько) або титулу Джеджа. З огляду на це ймовірно був досить потужним і шанованим правителем.
Дата його смерті невідомо. Йому спадкував брат Віджаяшакті.